# Szkoła Podstawowa nr 2 im. Św. Kingi w Sanoku
Szkoła Podstawowa nr 2 im. Św. Kingi w Sanoku – szkoła o charakterze podstawowym w Sanoku.

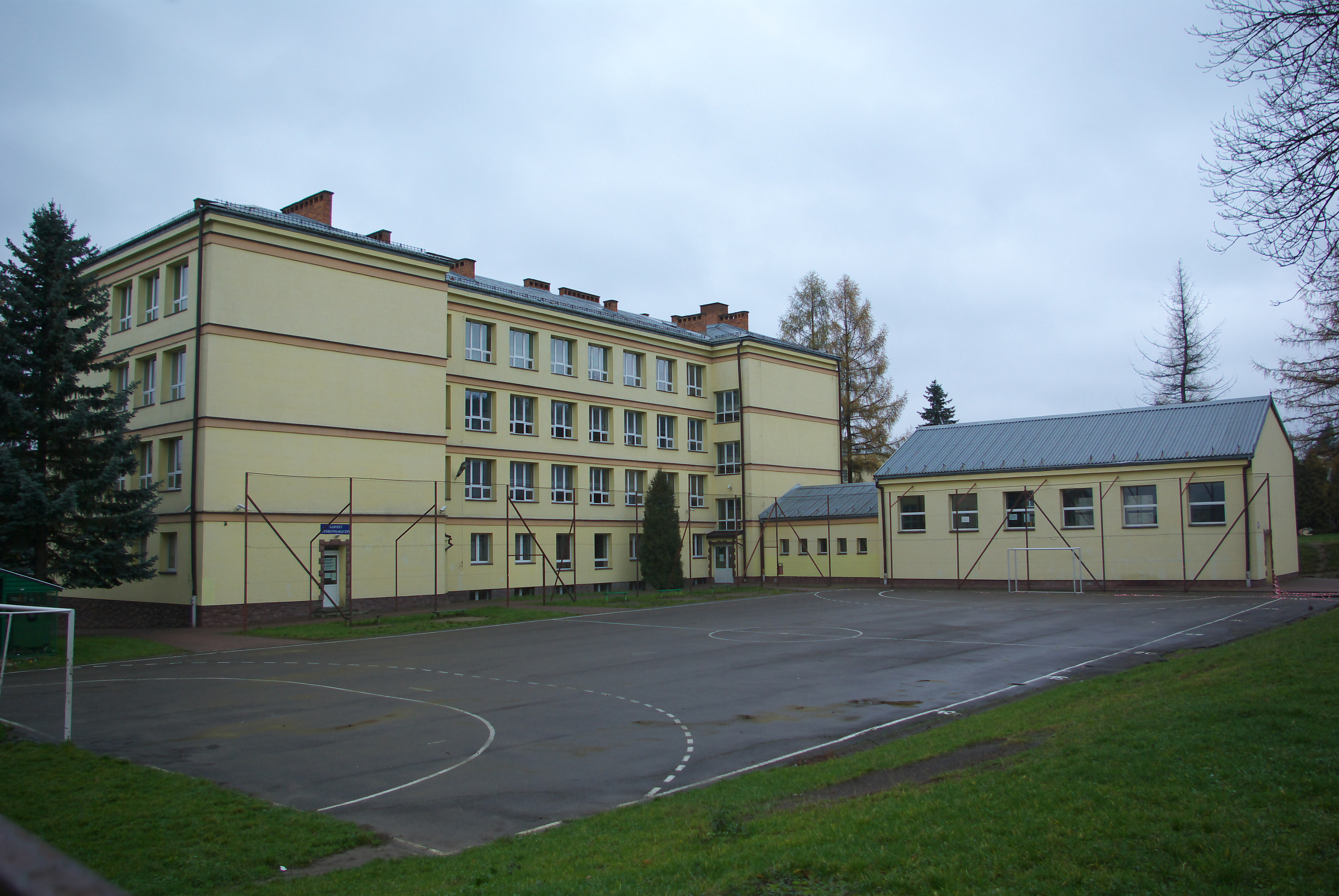
Widok szkoły od dziedzińca z kierunku wschodniego

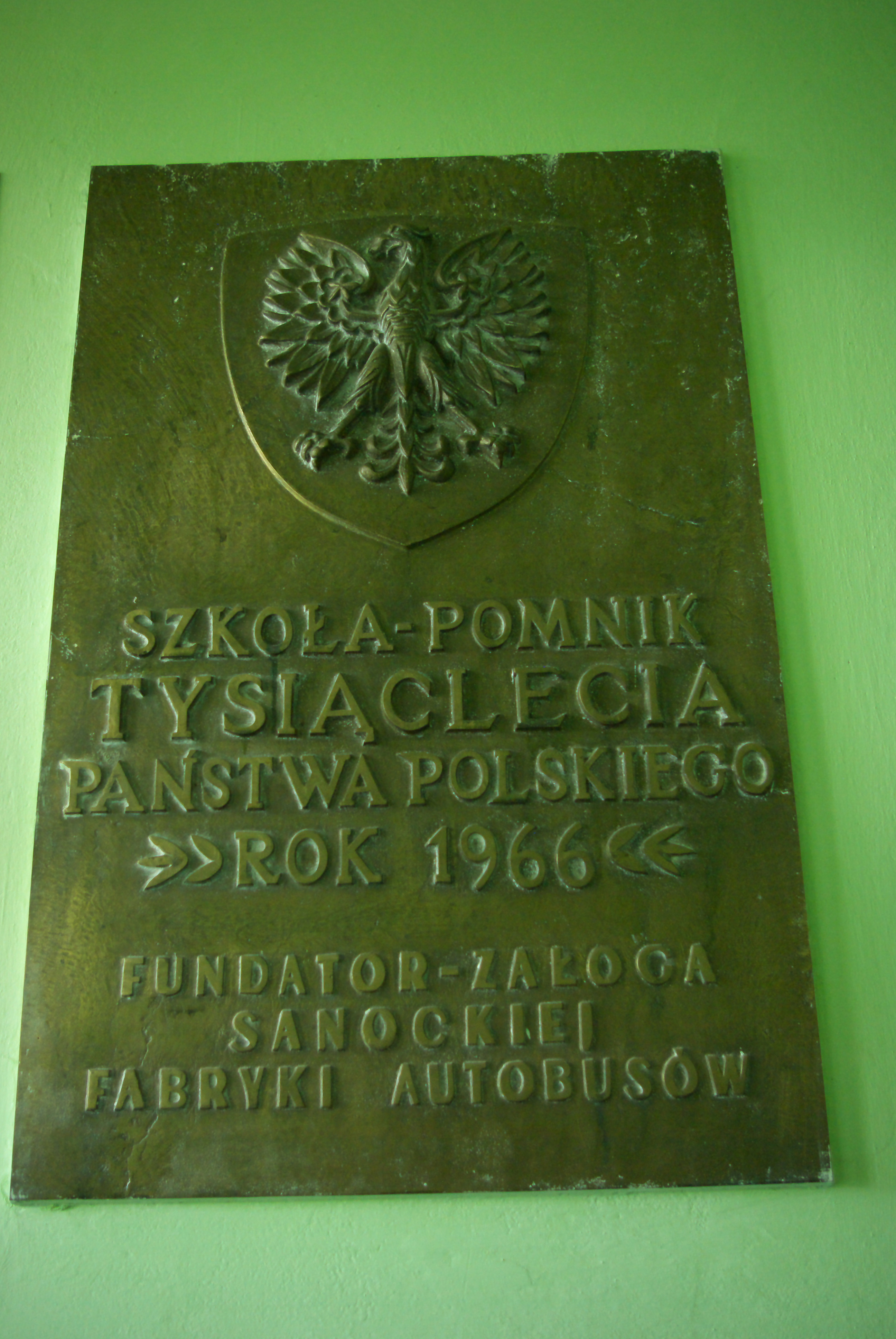
Tablica upamiętniająca budowę w 1966

## Historia
Pierwotnie od 1912 istniała szkoła żeńska im. Św. Kingi, działająca w budynku przy ul. Ochronki, później przemianowanej na ul. Antoniego Małeckiego, od 1951 na ul. Walerego Wróblewskiego, zaś obecnie jest to ulica Generała Władysława Sikorskiego. Święta Kinga (1234-1292) była węgierską klaryską, żoną polskiego władcy, Bolesława V Wstydliwego, została ogłoszona świętą Kościoła katolickiego. W budynku funkcjonowała pierwotnie Ochronka dla Dzieci Polskich. Obiekt funkcjonował pod numerem 5 ulicy. Budynek istniał do 2007. W jego miejscu, przejętym przez sanocki oddział PGNiG, w październiku 2009 została ustanowiona tablica upamiętniająca wmurowanie kamienia węgielnego w fundamenty „ochronki” – domu dziecka, prowadzonego przez Galicyjskie Zgromadzenie Sióstr Służebniczek NMP ze Starej Wsi w dniu 29 lipca 1900 roku. Nieopodal została zbudowana kapliczka z figurą Najświętszej Maryi Panny Niepokalanie Poczętej. Na tablicy umieszczono inskrypcję o treści: Figurę Najświętszej Maryi Panny Niepokalanego Poczęcia ufundowała Cecylia Greczner wieloletnia dyrektorka Szkoły im. Świętej Kingi. Odnowiona przez PGNiG Oddział w Sanoku w latach 2008-2009. Patronat Św. Kingi,  był używany do 1952 roku. 
W 1956 został zawiązany Społeczny Komitet Budowy Szkoły, powołany w związku z potrzebą stworzenia nowego obiektu. Od roku szkolnego 1960/1961 szkoła miała charakter koedukacyjny, od tego czasu uczyli się w niej także chłopcy. Nowa siedziba szkoły powstała w niedalekim sąsiedztwie pierwotnego budynku, przy ulicy Rymanowskiej u zbiegu z ulicą Juliusza Słowackiego (na obszarze nieruchomości szkoły w przeszłości istniała jedna z sanockich synagog żydowskich). Pierwotnie budowa miała trwać od początku 1960, a prace miały podjąć Sanocka Fabryka Autobusów „Autosan” i pracownicy ZBM Rzeszów – KOR Krosno. Ostatecznie akt erekcyjny pod budowę szkoły został uroczyście wmurowany w 1. połowie 1965. Obiekt został ufundowany przez załogę SFA „Autosan”, która dobrowolnie opodatkowała się na ten cel w wysokości 0,5% od miesięcznego wynagrodzenia. 
Wykonawcą robót było Sanockie Przedsiębiorstwo Budowlane, a koszt budowy szkoły wyniósł 7439 zł. W założeniu czterokondygnacyjny gmach posiadał 15 izb lekcyjnych, 5 pracowni i 5 pomieszczeń mieszkalnych. Po roku prac, 1 września 1966 w dniu rozpoczęcia roku szkolnego budynek został oddany do użytku jako szkoła-pomnik tysiąclecia (w związku z jubileuszem Tysiąclecia Państwa Polskiego), będąc wówczas setną tego rodzaju placówką na Rzeszowszczyźnie. W uroczystości 1 września 1966 brało udział kilka tysięcy uczestników, w tym przedstawiciele władz partyjnych: sekretarze Komitetu Wojewódzkiego PZPR w Rzeszowie Janusz Brych i Stanisława Ryba, oraz przewodniczący prezydium Wojewódzkiej Rady Narodowej w Rzeszowie, Edward Duda, a także dyrektorzy Zjednoczenia Przemysłu Motoryzacyjnego w Warszawie, Tadeusz Wrzaszczyk i Andrzej Jedynak, dyrektor naczelny SFA „Autosan” Witold Szczepaniak oraz inni. Aktu otwarcia szkoły dokonał przewodniczący Wojewódzkiego Społecznego Komitetu Budowy Szkół i Internatów (oraz jednocześnie zastępca przewodniczącego WRN) Mieczysław Kaczor, zaś relacja, wraz z fotografią z tego wydarzenia, została opublikowana na pierwszej stronie wydania „Nowin Rzeszowskich” z 2 i 5 września 1966. W dniu otwarcia szkoły 1 września 1966 na dziedzicu szkoły odbył się też okolicznościowy wiec, zorganizowany przy udziale oddziału w Sanoku ZBoWiD. Patronem SP2 został Stanisław Łańcucki, działacz robotniczy, socjalistyczny i komunistyczny, który na przełomie XIX/XX był zatrudniony sanockiej fabryce maszyn i wagonów. Od 1 września 1973 placówka działała jako Zbiorcza Szkoła Gminna Gminy Sanok. Od czasu PRL w budynek szkoły został wybrany jako lokal wyborczy. W 1987 została ponownie mianowana jako Szkoła Podstawowa nr 2 im. Stanisława Łańcuckiego. W roku 1991/1992 dokonano usunięcia patronatu Stanisława Łańcuckiego nad szkołą.
Podczas powstawania osiedla mieszkaniowego przy pobliskiej ulicy Juliusza Słowackiego w drugiej połowie lat 80. zaplanowano także rozbudowanie SP2 i wybudowanie budynku przedszkola i żłobka.
W ramach procesu wyboru nowego patrona szkoły, w 2003 Rada Pedagogiczna SP2 dokonała wskazania osoby Św. Kingi, tym samym działając na rzecz przywrócenia jej tradycyjnego patronatu. Formalnie patronat został nadany Szkole Podstawowej nr 2 w 2007. Powstał hymn szkoły ku czci św. Kingi, którego autorem w zakresie muzyki i słów został Marek Dziok. W dniach 17-18 maja 2017 zorganizowano obchody kilku jubileuszów szkoły: rocznicy 105 lat istnienia placówki szkolnej, rocznicy 50 lat działalności szkoły pod patronatem Św. Kingi, rocznicy 50 lat funkcjonowania budynku szkoły przy ul. Rymanowskiej, rocznicy 10 lat od decyzji o ponownego nadania szkole patronatu Św. Kingi. Z tej okazji SP2 została odznaczona złotą Honorową Odznaką „Zasłużony dla Hufca ZHP Ziemi Sanockiej”.
Obwód szkoły obejmuje ulice w dzielnicach miasta Dąbrówka, Śródmieście, Zatorze (niepełny zakres) oraz wsie Stróże Małe i Płowce. Po reformie systemu oświaty w 2017 Szkoła Podstawowa nr 2 im. Św. Kingi w Sanoku została przekształcona z sześcioklasowej w ośmioklasową.

## Upamiętnienie
- Tablica upamiętniająca powstanie szkoły w 1966. Zawiera wizerunek Orła (bez korony) oraz inskrypcję: Szkoła-pomnik Tysiąclecia Państwa Polskiego »»Rok 1966«. Fundator-załoga Sanockiej Fabryki Autobusów.
- Tablica pamiątkowa z płaskorzeźbą przedstawiającą Świętą Kingę. Treść inskrypcji stanowi cytat słów Jana Pawła II: „Potrafiła sprostać wyzwaniom chwili”. Jan Paweł II 16.06.1999. Nowy Sącz. Tabliczka poniżej informuje: Fundator ks. kan. Rudolf Zubik.

## Dyrektorzy
(na podstawie źródeł)
- Cecylia Greczner (1944–1950)
- Emilia Słuszkiewicz (1951–1956)
- Paulina Cała (1956–1966)
- Tomasz Blecharczyk (1966–1971)[23]
- Leszek Żuchowski (1971/1972)
- Zofia Kilar (1972/1973)
- Stanisław Olbert (1973–1987)
- Lidia Mackiewicz-Adamska (1987–)
- Maria Harajda (1 IX 1997–2018)[24][25][26][27]
- Bartłomiej Mandzelowski (2018–)[28]

## Uczniowie
- Kazimierz Malinowski – franciszkanin[29]
- Mariusz Szmyd – samorządowiec
- Marek Wojnarowski – duchowny[30]